# Céraiste de Bieberstein
Cerastium biebersteinii
Espèce
Classification phylogénétique
Le céraiste de Bieberstein (Cerastium biebersteinii), également appelé corbeille-d'argent de Crimée, est une plante herbacée appartenant au genre Cerastium et à la famille des caryophyllacées. Elle pousse en particulier dans le Qarabiy yayla.

## Taxonomie
Le céraiste de Bieberstein a été nommé ainsi par Augustin Pyrame de Candolle en l'honneur du botaniste allemand Friedrich August Marschall von Bieberstein.

## Description
Les fleurs blanches du céraiste de Bieberstein comptent cinq pétales à deux lobes, en forme de cœur allongé.